# 天才てれびくん外伝 宇宙船ソフィア号の冒険〜なぜ人は人の生命（いのち）を奪ってはいけないのか?〜
『天才てれびくん外伝 宇宙船ソフィア号の冒険〜なぜ人は人の生命（いのち）を奪ってはいけないのか?〜』（てんさいてれびくんがいでん うちゅうせんソフィアごうのぼうけん〜なぜひとはひとのいのちをうばってはいけないのか?〜）は、NHK教育テレビにて2005年8月13日11:00 - 11:45に放送された番組。NHKワールド・プレミアムでは2005年8月20日深夜（21日午前）2:10 - 2:55（日本時間）に放送された。 英語名は「Whiz-Kids TV MAX Extra: Adventure of Spaceship SOPHIA」。

## 概要
「なぜ人は人の生命を奪ってはいけないのか?」という人間にとって最も根源的なこの問いの「答え」を求め、7人の少年少女が宇宙船ソフィア号に乗り、ユゲデールから旅立つ。そこへ「なぜ殺しちゃいけない?」と問うイジワルな異星人カオス（声：江原正士）が宇宙船に乗り込んでくる。彼にいざなわれ、見知らぬ宇宙の星々で「生命」について考える事件に巻き込まれていく。そして、それに触発されて繰り広げられる、乗組員同士の自由な対話から答えを見つけていく。
この番組は「殺してはいけない理由」を大人が子どもに教える「道徳番組」ではなく、人間にとって大切なことの数々を自分のアタマで考える、そんな世界へと子ども達をいざなう全く新しい「哲学番組」。

## 出演者
- 飯田里穂
- 篠原愛実
- 髙橋郁哉
- 永島謙二郎
- 伊倉愛美
- 笠原拓巳
- 川﨑樹音

## 声の出演
- 江原正士（カオス）
- 飯島美春（ロゴス）
- 神田理江

他

## スタッフ
- 番組監修：竹田青嗣（早稲田大学国際教養学部教授）
- 脚本：竹石聖悟
- 演出：岸本伸介
- アニメーション制作：浦野康介（DASI）
- 制作統括：中澤俊哉